# Афріка Саморано Санс
Афріка Саморано Санс (11 січня 1998) — іспанська плавчиня.
Учасниця Олімпійських Ігор 2016 року.